# 3714 Kenrussell
3714 Kenrussell è un asteroide della fascia principale del diametro medio di circa 11,15 km. Scoperto nel 1983, presenta un'orbita caratterizzata da un semiasse maggiore pari a 2,5636678 UA e da un'eccentricità di 0,1766331, inclinata di 14,36803° rispetto all'eclittica.
L'asteroide è dedicato all'astronomo australiano Kenneth S. Russell.